# Бендимахийская ящерица
Бендимахийская ящерица (лат. Darevskia bendimahiensis) — вид из рода скальные ящерицы (Darevskia) семейства Lacertidae, один из семи партеногенетиков в этом роде. Эндемик Турции.

## Типовая серия
Типовое местонахождение - окрестности водопада Бендимахи, 9 км к северу от города Мурадие, высота 1850 м над уровнем моря, провинция Ван, Турция. Голотип - взрослая самка № 160/93 в Зоологической государственной коллекции Мюнхена (Zoologische Staatssammlung, München). Собрана 9/11 июня 1990 года Йозефом Эйселтом и Йозефом Шмидтлером. 11 паратипов включали также ящериц с лавовых полей возле Узунёла, около 60 км к северо-востоку от Мурадие (провинция Ван) и экземпляр из Догубаязита (провинция Агры).

### Этимология
Мнение, что видовое название происходит от названия водопада Бендимахи  ошибочно, авторы прямо указывают, что оно дано по названию одноимённой реки, притока озера Ван.

## Экология

### Места обитания

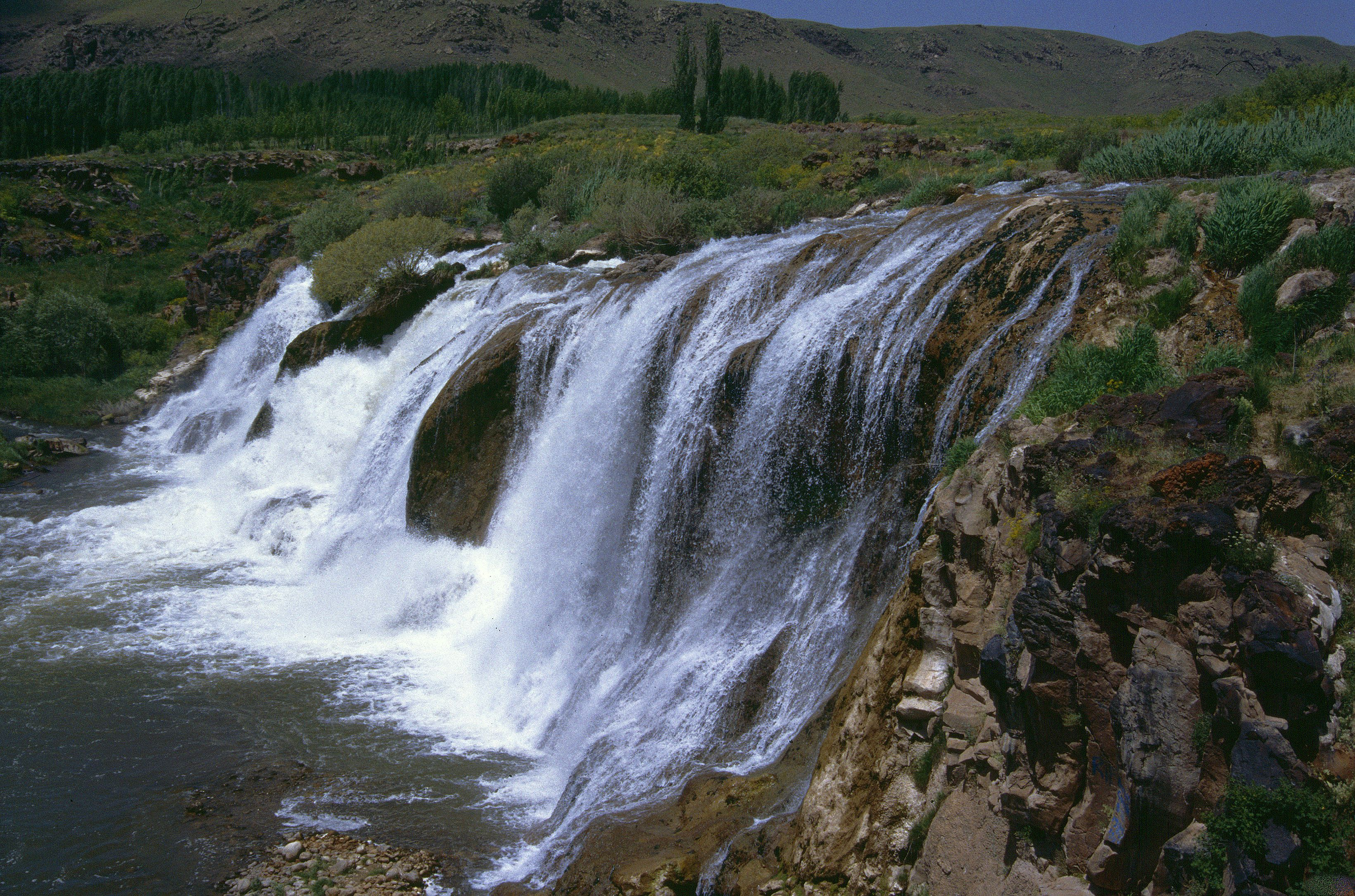
Влажные скалы вокруг водопада Бендимахи — типовое местонахождение Darevskia bendimahiensis.

Этот вид является эндемиком восточной Турции. Он встречается на высотах 1800-2300 м над уровнем моря на северо-востоке от озера Ван.
Типовое местонахождение расположено прямо в районе известных своей красотой водопадов Бендимахи. Там присутствуют небольшие остатки пойменной растительности (Populus sp. и Salix sp.). Типичны заболоченные луга с ятрышником (Orchis sp.), другими орхидеями и ирисами. D. bendimahiensis, в основном, встречается на сильно увлажнённых выходах базальтов, тогда как D. raddei vanensis распространена там же значительно шире. Ещё один двуполый вид рода скальных ящериц известен из окрестностей этого района. D. valentini ssp. (калдиранская (Caldiran) форма) была обнаружена в 1991 году в 5 км выше по долине р. Бендимахи (1900 м над ур. м.) от типового местонахождения бендимахийской ящерицы. До этого эта форма была известна только в 10 км выше (Юго-западнее Калдирана, 1950 м). Местонахождение в Узунёл, у истоков реки Бендимахи, характеризуется обширными лавовыми полями. 24 июля 1991 года здесь, на высоте 2300 м, был замечен одиночный полувзрослый экземпляр D. bendimahiensis, а также многочисленные D. valentini. Обстоятельства обнаружения этого вида в третьем местонахождении (Догубаязит, ЮЗ Арарат, провинция Агри) точно неизвестны. Из этого района также были получены D. raddei vanensis (Национальный музей в Праге, коллектор Моравец, 1993)

## Размножение
Этот вид состоит исключительно из партеногенетических женских особей, которые откладывают по два яйца.

## Природоохранный статус
Туниевы с соавторами подчеркивают, что численность вида либо подвержена сильным колебаниям, либо подорвана выловом и неумеренным рекреационным воздействием на биотопы, поскольку многочисленная популяция в типовом местообитании в 1996 году в 2006 была представлена лишь отдельными особями.
Ограниченному ареалу вида серьезную угрозу несёт планируемый проект гидроэлектростанции и плотины Сантрал в Мурадие (Айранджилар).